# Egieda
Egieda (ros. Эгеда) – wieś w Rosji, w Dagestanie, w rejonie gunibskim. W 2010 liczyła 60 mieszkańców, głównie Awarów.